# Nationalsozialismus in Niederösterreich
Dieser Artikel dient der zusammenfassenden Darstellung der verfügbaren Informationen und Quellen der Zeit des Nationalsozialismus in Niederösterreich.
Von 1938 bis 1945 war Niederösterreich als Reichsgau Niederdonau in der Ostmark (ab 1942 Alpen- und Donau-Reichsgaue) Teil des Großdeutschen Reichs.

## Entwicklung des Nationalsozialismus
Die Wurzeln der NSDAP in Niederösterreich finden sich in der Deutschen nationalsozialistischen Arbeiterpartei (DNSAP), welche bei den Wahlen zur Konstituierenden Nationalversammlung im Februar 1919 in Niederösterreich 2695 Stimmen erreichen konnte. Bei der Nationalratswahl 1920 erreichte sie 9934 Stimmen.
In den 1926 Jahren teilt sich die nationalsozialistische Bewegung in die Schulz-Gruppe und die radikalere Kremser Clique auf, welche sich in weiterer Folge Hitlerbewegung nennt und sich der deutschen NSDAP angliedert. Kurzfristig treten beide Gruppierungen treten als NSDAP auf, jedoch verliert die Schulz-Gruppe rasch an Bedeutung.
Im August 1926 wurde innerhalb der wachsenden Hitlerbewegung der Gau Niederösterreich als Organisationseinheit eingeführt. Erster Gauleiter in Niederösterreich war Josef Leopold.
Die folgende Tabelle zeigt den Aufstieg der NSDAP im Rahmen demokratischer Wahlen von 1927 bis 1932:
| Partei                                                         | NRW 1927 | LTW 1927 | NRW 1930 | LTW 1932 |
| Einheitsliste                                                  | 474.972  | 58 %     | -        | -        |
| Christlichsoziale Partei                                       | -        | -        | 361.122  | 46,35 %  |
| Sozialdemokratische Arbeiterpartei Deutschösterreichs (SDAPDÖ) | 808.552  | 37,6 %   | 291.571  | 34,79 %  |
| NSDAP                                                          | 779      | 0,5 %    | 34.395   | 14,15 %  |
| KPÖ                                                            | 3.271    | 0,4 %    | 4.126    | 1,14 %   |

Nach der Landtagswahl 1932 zogen acht Abgeordnete der NSDAP in den Landtag ein. Josef Leopold wurde zum Landesrat ernannt. Am 23. Juni 1933 wurden den Abgeordneten der NSDAP ihre Mandate als Folge des Verbots der NSDAP vom 19. Juni aberkannt.
Ab 1937 war Dr. iur. Roman Jäger im Gau Niederösterreich illegaler Gauleiter.

## Drittes Reich
In der Zeit des Nationalsozialismus 1938 bis 1945 verschwand jeder Bezug zum österreichischen Namen, Niederösterreich hieß gemäß dem Ostmarkgesetz vom 14. April 1939 Gau Niederdonau. Wien blieb zwar der Verwaltungssitz, Krems wurde aber zur „Gauhauptstadt“ erhoben.
Julius Kampitsch übernahm am Abend des 11. März 1938 auf Befehl des Gauleiters Roman Jäger kommissarisch das Amt des Landeshauptmanns und übergab dieses am 12. März 1938 an den Gauleiter selbst. Am Vormittag des 12. März 1938 übernahmen Nationalsozialisten alle Schlüsselfunktionen in der Verwaltung. Roman Jäger bildete für seine Zeit als Landeshauptmann die Landesregierung Jäger.
In weiterer Folge fungierte Hugo Jury während der gesamten Zeit als Gauleiter und ab 1940 in Personalunion als Reichsstatthalter, seit 1942 auch als Reichsverteidigungskommissar des Gau Niederdonau, welcher ab 1. Mai 1939 als Reichsgau Niederdonau tituliert wurde. Sein Stellvertreter als Gauleiter war Karl Gerland, als Reichsstatthalter der Regierungspräsident Erich Gruber.

### Nationalsozialistische Einrichtungen
In Niederösterreich befanden sich zwei Nationalpolitische Erziehungsanstalten für Mädchen in Hubertendorf und Türnitz sowie zwei Nationalpolitische Erziehungsanstalt für Burschen in Traiskirchen und im Stift Göttweig. In Laa an der Thaya befanden sich je ein RAD Lager für Mädchen und Burschen. 1938 wurde rund um Döllersheim der Truppenübungsplatz Döllersheim errichtet und dafür die Bewohner von 42 Ortschaften ausgesiedelt.

### Konzentrationslager
Zehn Konzentrationslager befanden sich in Niederösterreich, allesamt Nebenlager des Konzentrationslager Mauthausen:
- KZ-Nebenlager St. Aegyd am Neuwalde
- Frauenlager Amstetten, „Bahnbau II“
- Männerlager Amstetten
- Hinterbrühl, „Lisa“ (Lager), „Languste“ (Werk)
- Waffen-SS Arbeitslager Hirtenberg, „Gustloffwerke“
- KZ Melk, „Quarz“
- Arbeitslager Schwechat-Heidfeld I
- Arbeitslager Schwechat-Heidfeld II, „Wien Hinterbrühl“
- Außenlager Schwechat „Santa“, „Santa I-III“
- KZ-Nebenlager St. Valentin, „Nibelungenwerk“
- KZ-Nebenlager Wiener Neudorf, „Guntramsdorf“
- KZ-Nebenlager Wiener Neustadt (Phase I)
- KZ-Nebenlager Wiener Neustadt (Phase II)

### Weitere Lager

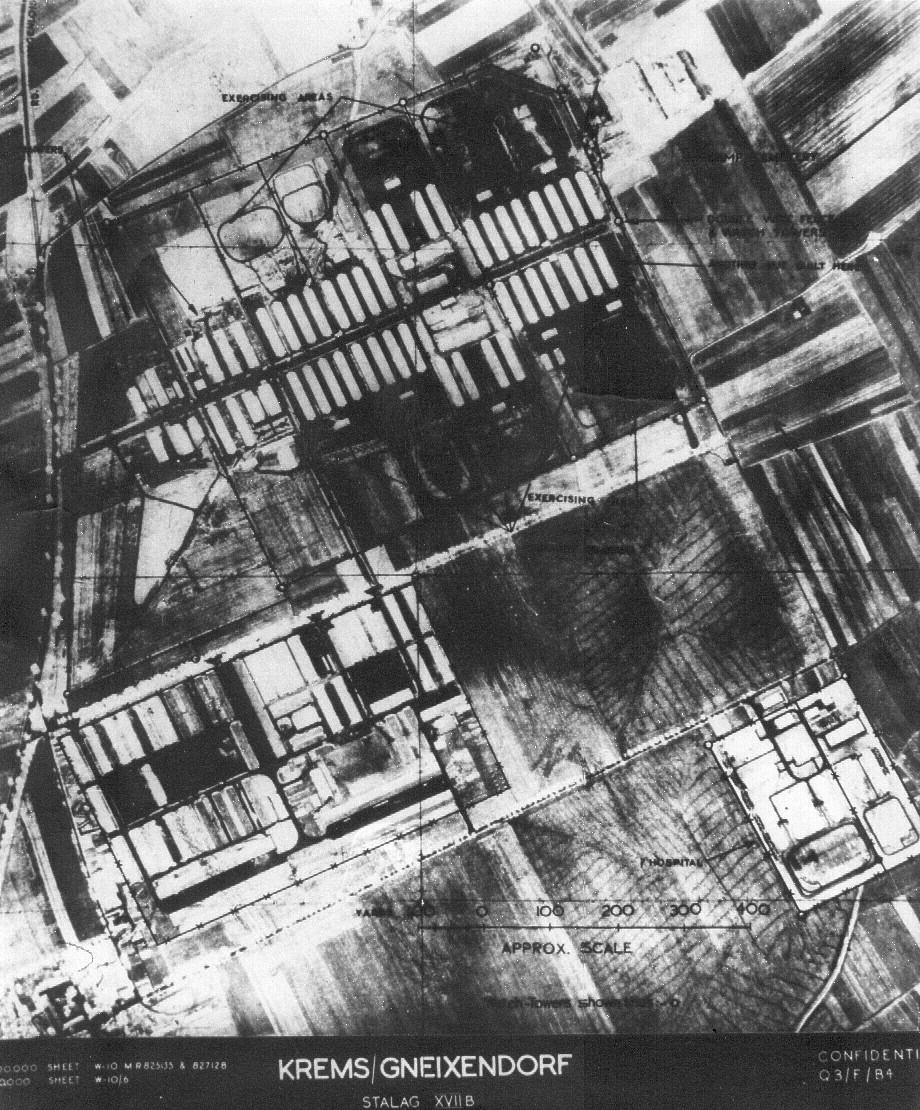
Luftbild Krems-Gneixendorf der United States Army Air Forces (1941)

Folgende weitere Lager befanden sich in Niederösterreich:
- Arbeitserziehungslager der GESTAPO Atzenbrugg
- Arbeitserziehungslager der GESTAPO Oberlanzendorf
- Arbeitslager Krummnußbaum
- Kriegsgefangenenlager STALAG XVII A Kaisersteinbruch
- Kriegsgefangenenlager STALAG XVII B Krems-Gneixendorf
- Kriegsgefangenenlager STALAG XVII C Edelbach-Döllersheim
- Kriegsgefangenenlager für französische Offiziere in Edelbach OFLAG XVII A
- Arbeits- und Durchgangslager Strasshof
- Gefangenenlager für ungarische Juden Viehofen

### Shoa
Dem Holocaust fiel ein Großteil der jüdischen Bevölkerung Niederdonaus zum Opfer. Laut Volkszählung 1934 gehörten 7716 Personen den 15 Israelitischen Kultusgemeinden (Amstetten, Baden, Gänserndorf, Groß-Enzersdorf, Hollabrunn, Horn, Krems, Mistelbach, Mödling, Neunkirchen, St. Pölten, Stockerau, Tulln, Waidhofen/Thaya, Wiener Neustadt) auf dem ehemaligen Gebiet Niederösterreichs an.
In mehreren Orten Niederösterreichs wurden in den letzten Jahren Stolpersteine sowie Steine der Erinnerung zum Gedenken an die jüdischen Opfer des Nationalsozialismus verlegt.

### Euthanasie
In den Anstalten in Gugging, Mauer-Öhling sowie Ybbs kam es während des nationalsozialistischen Regimes zu Euthanasie- und Zwangssterilisierungsmaßnahmen.

### Todesurteile, Hinrichtungen (Auswahl)
Zahlreiche Personen wurden während des Nationalsozialismus zum Tode verurteilt und hingerichtet:
- 1939: 11 Mitglieder der Widerstandszelle in der Voith-Maschinenfabrik[10]
- 22. Dezember 1939: Anton Streyczek (* 1899) aus Kaisersdorf bei St. Pölten, in Berlin hingerichtet.[11]
- 1941: 28 Mitglieder der Widerstandszelle der Reichsbahnbetriebe[12]
- 30. September 1942: Ferdinand Strasser, ehemals Vizebürgermeister in St. Pölten, am 12. Juni 1942 wegen Vorbereitung zum Hochverrat zum Tode verurteilt, in Wien hingerichtet
- 28. Oktober 1942: Franz Weinhofer (* 1909) aus Wieselburg, im Landesgericht Wien hingerichtet.[13]
- 18. Dezember 1942: Franz Tastl (1900–1942), wohnhaft in Klosterneuburg, wegen „Wehrkraftzersetzung in Verbindung mit landesverräterischer Feindbegünstigung und Vorbereitung zum Hochverrat“ vom Volksgerichtshof zum Tode am 18. Dezember 1942 am Landesgericht Wien eingerichtet.
- 15. Februar 1943: Josef Schwarzböck (* 1901) aus Mödling, am 20. November 1942 zum Tode verurteilt, im Landesgericht Wien hingerichtet.
- 26. Februar 1943: Johann Ebener (* 1898) aus Traisen, am 10. Juni 1942 zum Tode verurteilt, im Landesgericht Wien hingerichtet.[14]
- 26. Februar 1943: August Steindl (* 1900) aus St. Pölten, am 10. Juni 1942 zum Tode verurteilt, im Landesgericht Wien hingerichtet[15]
- 30. März 1943: Maria Restituta Kafka (1894–1943) beschäftigt im KH Mödling, am 29. Oktober 1942 wegen „Feindbegünstigung und Vorbereitung zum Hochverrat“ zum Tode verurteilt, hingerichtet im Wiener Landesgericht durch Enthauptung hingerichtet.
- 13. März 1944: Eduard Göth (1898–1944), von 1927 bis 1934 Gemeinderat in Blumau, hingerichtet im Landesgericht Wien wegen Vorbereitung zum Hochverrat als Mitglieder der Widerstandsgruppe der Revolutionären Sozialisten
- 27. März 1944: Franz Toifl (* 1896) aus Dallein bei Retz, in Brandenburg an der Havel hingerichtet.
- 10. Mai 1944: Roman Karl Scholz (1912–1944) aus Klosterneuburg, am 23. Februar 1944 zum Tode verurteilt, im Landesgericht Wien hingerichtet.
- 21. Juni 1944: 6 Mitglieder einer kommunistischen Widerstandsgruppe aus Gramatneusiedl und Mitterndorf an der Fischa, verurteilt am 20. April 1944 wegen Vorbereitung zum Hochverrat, hingerichtet im Landesgericht Wien.[16]
- 21. November 1944: Karl Kaluzik (* 1909) geboren in Glaubendorf bei Hollabrunn, am 7. März 1944 zum Tode verurteilt, im Landesgericht Wien hingerichtet.[17]
- 13. April 1945: 13 Mitglieder der Widerstandsgruppe Kirchl-Trauttmansdorff[18]
- 2. Mai 1945: Isidor Wozniczak (* 1892), in Mödring von Mitgliedern des Volkssturm erschossen
- April 1945: Nachdem eine unbekannte Anzahl von Widerstandskämpfern der österreichischen Freiheitsfront in der Umgebung von St. Pölten erschossen wurden, ermordete die SS am 27. April 1945 47 weitere Widerstandskämpfer im KZ Mauthausen.

### Endphaseverbrechen (Auswahl)

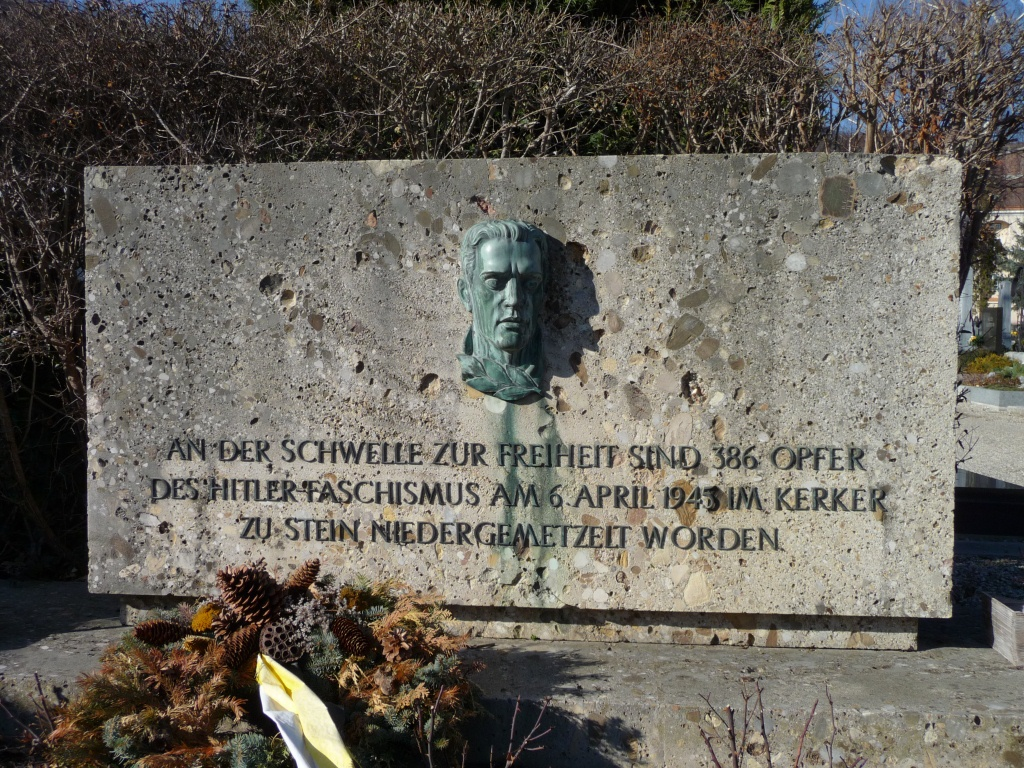
Gedenkstein am Friedhof Stein

In Niederösterreich sind eine Reihe von sogenannten Endphaseverbrechen dokumentiert:
- Massaker im Zuchthaus Stein in die damit in Zusammenhang stehende Kremser Hasenjagd mit weiteren Hinrichtungen und Massakern in Mautern, Furth bei Göttweig, Stift Göttweig, Hörfarth, Statzendorf und Hadersdorf am Kamp.
- Göstling: Ermordung von 76 jüdische Zwangsarbeiter durch Mitglieder der SS am 13. April 1945. Der Leiter des HJ-Wehrertüchtigungslagers Lunz am See Ernst Burian wurde für dieses Verbrechen zu lebenslangem Kerker verurteilt.[19]
- St. Pölten: Am 13. April 1945 wurden knapp zwei Tage vor Einmarsch der Roten Armee 13 Mitglieder der Widerstandsgruppe Kirchl-Trauttmansdorff von einem Standgericht zum Tode verurteilt und noch am selben Tag erschossen.[20][21][22][23]
- Mank: Ermordung von drei KZ-Häftlingen in Dorna bei Mank auf deren Überstellung von der Lastwagenfabrik Saurerwerke in Wien-Simmering in das KZ-Außenlager Steyr-Münichholz[24][25]
- Randegg: Ermordung von etwa 100 jüdischen Zwangsarbeitern beim Massaker im Schliefaugraben durch Mitglieder der SS und der Hitlerjugend am 15. April 1945.
- Weissenbach an der Triesting: Ermordung von 40 ungarisch-jüdischen Zwangsarbeitern am 16. April 1945[26][27]
- Thenneberg: Ermordung von zumindest 15 Juden und Jüdinnen am 17. oder 18. April 1945
- Gresten: Ermordung von 16 ungarisch-jüdischen Zwangsarbeitern durch die Waffen-SS in einem Wassergraben am 19. April 1945.
- Prein an der Rax: Ermordung von 17 Personen, die verdächtigt wurden, Sozialisten zu sein, am 26. April 1945.[28]
- Leiben: Misshandlung und Ermordung von 10 ungarisch-jüdischen Zwangsarbeitern sowie einem sowjetischen Kriegsgefangenen während der ersten drei Aprilwochen 1945.[29]
- Schwarzau im Gebirge: Ein Standgericht verurteilte im April 1945 mehrere Menschen zu Tode. Die drei am Standgericht Beteiligten Johann Braun (Kreisleiter von Neunkirchen), Josef Weninger und Johann Wallner wurden vom Volksgericht zum Tode verurteilt[30]
- Hofamt Priel: Kurze Zeit vor Ende des Zweiten Weltkriegs, in der Nacht vom 2. auf 3. Mai 1945 wurden im Ort Hofamt Priel in einem sogenannten Endphaseverbrechen an 4 Tatorten 228 ungarisch-jüdische Zwangsarbeiter mitsamt ihren Familien von einem unbekannten Kommando der SS ermordet.[31][32]

## Persönlichkeiten
Hochrangige Nationalsozialisten mit Bezug zu Niederösterreich in tragenden Funktionen und Rollen während des Nationalsozialismus:
- Hugo Jury (1887–1945), Gauleiter Niederdonau, Reichstagsabgeordneter
- Roman Jäger (1909–1944), illegaler Gauleiter Niederdonau, Reichstagsabgeordneter
- Julius Kampitsch (1900–1974), niederösterreichischer Landesrat, stellvertretender Landeshauptmann von Niederösterreich, Landeshauptmann von Niederösterreich
- Siegfried Seidl (1911–1947), Kommandant im Konzentrationslager Theresienstadt
- Anton Burger (1911–1991), Kommandant im Konzentrationslager Theresienstadt
- Karl Rahm (1907–1947), Kommandant im Konzentrationslager Theresienstadt
- Josef Fitzthum (1896–1945), Beauftragter des Reichsführers SS für Albanien
- Franz Kutschera (1904–1944), stellvertretender Gauleiter Kärnten
- Franz Theissenberger (1903–1988), Reichstagsabgeordneter
- siehe auch Amtsträger im Gau Niederdonau

## Nach 1945
Nach dem Ende des Nationalsozialismus wurden in Niederösterreich von den neugebildeten staatlichen Behörden aufgrund des Verbotsgesetzes 1945 84795 Nationalsozialisten registriert, davon wurden ca. 2000 NSDAP-Funktionäre verhaftet. Aufgrund der geänderten Bestimmungen im Verbotsgesetz 1947 wurden 6920 Personen als belastet eingestuft, 76400 als minderbelastet.